# Aglaophenia dentata
Aglaophenia dentata är en nässeldjursart som beskrevs av Chantal Billard 1913. Aglaophenia dentata ingår i släktet Aglaophenia och familjen Aglaopheniidae. Inga underarter finns listade i Catalogue of Life.